# Team Fortress
Team Fortress — многопользовательская модификация к компьютерной игре Quake компании id Software. Team Fortress была разработана и написана австралийцами Робином Уокером, Джоном Куком и Яном Кофли в 1996 году. Данная модификация была переработана в отдельную игру под названием Team Fortress Classic и выпущена в 1998 году компанией Valve Software.

## Версии
Оригинальный Team Fortress был создан как модификация для игры Quake и выпущен как freeware 24 августа 1996 года. Первый выпуск Team Fortress для QuakeWorld (v2.0) был создан 22 декабря 1996 года. Модификация была очень успешной, так что Уокер, Кук и Кофли сформировали компанию Team Fortress Software, для разработки Team Fortress 2 как коммерческой модификации для Quake II.
В мае 1998 года компания TeamFortress Software была куплена компанией Valve, и работа, которая была проделана над Team Fortress 2, была перенесена на движок Half-Life. В конечном счёте Team Fortress 2 был изменён на отдельную игру с новым движком и именем Team Fortress: Brotherhood in Arms. В то время как Team Fortress 2 был в итоге отсрочен, а его движок был переработан для создания игры Half-Life 2 (позже этот движок был назван Valve Source Engine), в оригинальный Team Fortress была добавлена современная компьютерная графика и игра была выпущена под названием Team Fortress Classic вместе с Half-Life, который базировался на сильно модифицированном движке Quake.
В 2006 году было объявлено о выходе Team Fortress 2 вместе с Half-Life 2: Episode Two и Portal. Сборник игр The Orange Box был выпущен 10 октября 2007 года, и вместил в себя игры: Half-Life 2, Half-Life 2: Episode One, Half-Life 2: Episode Two, Portal и Team Fortress 2.

## Развитие
Team Fortress всё время развивался, поскольку фанаты оригинальной версии создали множество различных модификаций для различных игр:
- Fortress Evolution для Quake III Arena был попыткой создать очень точную копию оригинального QWTF, но проект был закрыт, так и оставшись на стадии выпущенной альфа версии. Однако он недавно воскрес, уже полностью переработанная как отдельная модификация, основанная на Evolution Q3.
- Затем была модификация Quake 3 Fortress[англ.] (Q3F) написанная под Quake III Arena, но, несмотря на то, что её хвалили за точное сохранение геймплея QWTF, она не была очень популярной. Позже эта модификация была переработана в 2005 году в модификацию Enemy Territory Fortress (ETF) на основе игры Wolfenstein: Enemy Territory. Эта модификация была достаточно успешной в начале, но сейчас её популярность уже сильно упала.
- Другая модификация Unreal Fortress (UnF) была написана для игры Unreal Tournament.
- Модификация Unreal Fortress: Evolution изначально была выпущена как UnF 2003 для Unreal Tournament 2003. Позже, когда компания Epic Games выпускала более новую версию игры, модификация была переписана под Unreal Tournament 2004. Проект так и не покинул стадию бета-тестирования.
- Weapons Factory[англ.].
- Существует также большое Custom TF Архивная копия от 23 августа 2007 на Wayback Machine сообщество. Custom TF, созданный Биллом Кернли (также известным как Shaka[UVM]), использует обычные классы персонажей TF, но с расширенными возможностями. К примеру, в этой модификации есть деньги, на которые игроки могут покупать оружие, броню и т. д.
- MegaTF.
- Fortress Forever для Half-Life 2 (вышел в сентябре 2007 года) и завершенный на момент 12 августа 2009 года Quake 4 Fortress для Quake 4
- В России TeamFortress развивал Пётр Порай-Кошиц (известный как PPK или Dragon). Он декомпилировал TeamFortress 2.7 и на его основе создал свою версию DragonTF[4], которая долгое время являлась стандартом для российских серверов[5].